# 白頸鼬
非洲條紋鼬（學名Poecilogale albinucha），屬於食肉目鼬科的一屬，生活在非洲撒哈拉沙漠以南地區，體型類似非洲艾虎。